# Gabriel Gonzaga
Gabriel Gonzaga Nogueira, född 18 maj 1978 i Rio de Janeiro, är en brasiliansk MMA-utövare som 2005–2010 och sedan 2012 tävlar i organisationen Ultimate Fighting Championship.